# Aksiologi
Aksiologi er en filosofisk disciplin, der beskæftiger sig med værdier, for eksempel godhed, retfærdighed og sandhed. Disciplinen studerer værdiudsagn og værdiers art. Centrale spørgsmål er, hvad værdi er, og hvilke ting der har værdi. Aksiologi er også kendt som "værditeori".
Tillægsordet "aksiologisk" betyder "værdimæssig". 
Ordet aksiologi kommer af græsk "axia" (ἀξία), værdi, og "logia" (λογία), lære.